# 清家新一
清家 新一（せいけ しんいち、1936年（昭和11年）4月 - 2009年（平成21年）12月30日）は、日本のUFO研究家。

## 略歴
愛媛県宇和島市出身。東京大学理学部大学院修了後、茨城大学機械工学や愛媛帝京短期大学物理学教室で教鞭を取る。本人の弁によれば、学生時代に火星人の女性からのラブレターを受け取ったという。1969年（昭和44年）に「超相対性理論」を発表し、1973年（昭和48年）に宇和島市長堀、三島神社下に「重力研究所」（現「宇宙研究所」・同市、野川）を設立してUFO研究や宇宙人の研究に本格的に取り組む。重力消滅の実験、「空飛ぶ円盤」の試作やタイムマシンの理論と試作、重力子反応炉などの研究に取り組み、完成間近であるかのようなタイトルの著作を何冊も刊行と論文発表したが、未だに完成はしていない。1973年（昭和48年）より雑誌『宇宙艇』を刊行していたが、1998年（平成10年）の163号を最後に休刊している。

## 著作
- 『宇宙の四次元世界』大陸書房、1971年。ISBN 978-4-8033-0717-7。
- 『超相対性理論入門』大陸書房、1972年。
- 『空飛ぶ円盤製作法』大陸書房、1975年。
- 『実験円盤浮上せり』大陸書房、1976年。ISBN 978-4-8033-0675-0。
- 『超相対性理論』（五訂増補版）重力研究所、1978年。
  - 『超相対性理論』（13訂増補版）宇宙研究所、1999年8月。
- 『円盤機関始動せり』大陸書房、1978年。
- 『UFOと新エネルギー』大陸書房、1980年12月。
- 『逆重力機関の組立方 』（5訂版）重力研究所、1982年。
- 『空飛ぶ円盤完成近し』大陸書房、1983年1月。ISBN 978-4-8033-0680-4。
- 『消えた地球重力』大陸書房、1984年10月。ISBN 978-4-8033-0849-5。
- 『陽電子エンジンの組立方 』（6訂増補版）宇宙研究所、1991年3月。
- 『星の国の初等数学 』（第3版）宇宙研究所、1993年4月。
- 『よくわかる宇宙の神秘とUFOの謎　清家博士が教える宇宙の仕組みと未確認飛行物体の真相!』日本文芸社、1993年9月。ISBN 978-4-537-02382-4。